# Джеймс Грей
Джеймс Грей (англ. James Gray; нар. 14 квітня 1969) — американський кінорежисер, продюсер і сценарист. У 1994 році отримав премію «Срібний лев» Венеційського кінофестивалю за фільм «Маленька Одеса».

## Біографія

### Раннє життя
Грей народився в Нью-Йорку і виріс у районі Флашинг. Він має єврейське коріння: його дідусь і бабуся емігрували до США з Острополя, що у Хмельницькій області. Оригінальне їхнє прізвище було «Граєвські» або «Грейзерштайн». Ґрей відвідував Школу кінематографічного мистецтва Університету Південної Каліфорнії, де його студентський фільм "Ковбої та ангели" допоміг йому отримати агента та увагу продюсера Пола Вебстера, який заохочував його написати сценарій, який він міг би продюсувати.

## Фільмографія

### Кінофільми
| Рік  | Фільм               | Режисер | Продюсер   | Сценарист | Примітки                         |
| ---- | ------------------- | ------- | ---------- | --------- | -------------------------------- |
| 1994 | Маленька Одеса      | Так     | Ні         | Так       | режисерський дебют               |
| 2000 | Ярди                | Так     | Ні         | Так       | у співавторстві з Меттом Рівзом  |
| 2007 | Володарі ночі       | Так     | Ні         | Так       |                                  |
| 2008 | Коханці             | Так     | Так        | Так       | у співавторстві з Ріком Менелло  |
| 2013 | Кровні зв'язки      | Ні      | виконавчий | Так       | у співавторстві з Гійомом Кане   |
| 2013 | Фатальна пристрасть | Так     | Так        | Так       | у співавторстві з Ріком Менелло  |
| 2016 | Загублене місто Z   | Так     | Так        | Так       |                                  |
| 2019 | До зірок            | Так     | Так        | Так       | у співавторстві з Ітаном Гроссом |
| 2022 | Час Армагеддону     | Так     | Так        | Так       |                                  |
| TBA  | I Am Pilgrim        | Так     | Так        | Ні        |                                  |

### Телебачення
| Рік  | Назва        | Зазначений як | Зазначений як | Зазначений як       | Прим.                                         |
| Рік  | Назва        | Режисер       | Сценарист     | Виконавчий продюсер | Прим.                                         |
| ---- | ------------ | ------------- | ------------- | ------------------- | --------------------------------------------- |
| 2014 | The Red Road | Так           | Ні            | Ні                  | Епізод: "Arise My Love, Shake Off This Dream" |

## Нагороди і номінації
| Фестиваль                  | Нагорода                            | Рік  | Фільм               | Результат |
| -------------------------- | ----------------------------------- | ---- | ------------------- | --------- |
| Венеційський кінофестиваль | Золотий лев                         | 1994 | Маленька Одеса      | Номінація |
| Венеційський кінофестиваль | Срібний лев                         | 1994 | Маленька Одеса      | Перемога  |
| Незалежний дух             | Найкращий дебютний сценарій         | 1996 | Маленька Одеса      | Номінація |
| Незалежний дух             | Найкраща дебютна режисерська робота | 1996 | Маленька Одеса      | Номінація |
| Каннський кінофестиваль    | Золота пальмова гілка               | 2000 | Ярди                | Номінація |
| Каннський кінофестиваль    | Золота пальмова гілка               | 2007 | Володарі ночі       | Номінація |
| Каннський кінофестиваль    | Золота пальмова гілка               | 2008 | Коханці             | Номінація |
| Незалежний дух             | Найкращий режисер                   | 2010 | Коханці             | Номінація |
| Каннський кінофестиваль    | Золота пальмова гілка               | 2013 | Фатальна пристрасть | Номінація |
| Венеційський кінофестиваль | Золотий лев                         | 2019 | До зірок            | Номінація |
| Каннський кінофестиваль    | Золота пальмова гілка               | 2022 | Час Армагеддону     | Номінація |